# Kanton Sancerre
Sancerre is een kanton van het Franse departement Cher. Het kanton maakt deel uit van het arrondissement Bourges.

## Gemeenten
Na de kantonhervorming die op 22 maart 2015 in werking trad is het aantal gemeenten dat kanton Sancerre omvat gestegen van 18 naar 36:
- Assigny
- Bannay
- Barlieu
- Bué
- Concressault
- Couargues
- Crézancy-en-Sancerre
- Dampierre-en-Crot
- Feux
- Gardefort
- Jalognes
- Jars
- Le Noyer
- Menetou-Râtel
- Ménétréol-sous-Sancerre
- Saint-Bouize
- Saint-Satur
- Sancerre (hoofdplaats)
- Sens-Beaujeu
- Subligny
- Sury-en-Vaux
- Sury-ès-Bois
- Thauvenay
- Thou
- Veaugues
- Vailly-sur-Sauldre
- Verdigny
- Villegenon
- Vinon